# Antonio Nocerino
Antonio Nocerino (Nápoles, 9 de abril de 1985) é um futebolista italiano que atua como volante.

## Carreira
Nocerino repersentou a Seleção Italiana de Futebol, nas Olimpíadas de 2008. 

### 2013-14
Sem espaço no Milan, acabou sendo anunciado seu empréstimo ao West Ham United até o fim da temporada 2013-14.

## Prêmios individuais
- Oscar del Calcio: 2012